# Збірна Галісії з футболу
Збірна Галісії з футболу (гал. Selección de fútbol de Galicia) — офіційна футбольна збірна автономного співтовариства Галісія у складі Іспанії. Його організатором є Федерація футболу Галісії. З 1922 року команда зіграла ряд товариських ігор з різними національними, регіональними та клубними командами.
Збірна не є афілійованим членом ФІФА або УЄФА, тому команда не бере участі в чемпіонатах світу чи Європи. Замість цього, галісійці є іспанськими громадянами і мають право грати за збірну Іспанії, багато з них стали відомими гравцями червоної фурії, наприклад Амансіо Амаро, Яго Аспас, Чачо, Донато Гама да Сілва, Фран Гонсалес, Дієго Лопес, Браїс Мендес, Хуан Монхардін, Хорхе Отеро, Хонні, Паїньйо, Луїс Пасарін, Томас Реньйонес, Агустін Родрігес, Мічель Сальгадо, Деніс Суарес, Луїс Суарес, Лукас Васкес та інші. Також гравці збірної Галісії представляли і інші офіційні збірні, зокрема за Швейцарію грали Рікардо Кабаньяс та Рікардо Родрігес, а за Уругвай Педро Сеа та Лоренсо Фернандес.